# Callopistria miranda
Callopistria miranda là một loài bướm đêm trong họ Noctuidae.